# 법복귀족

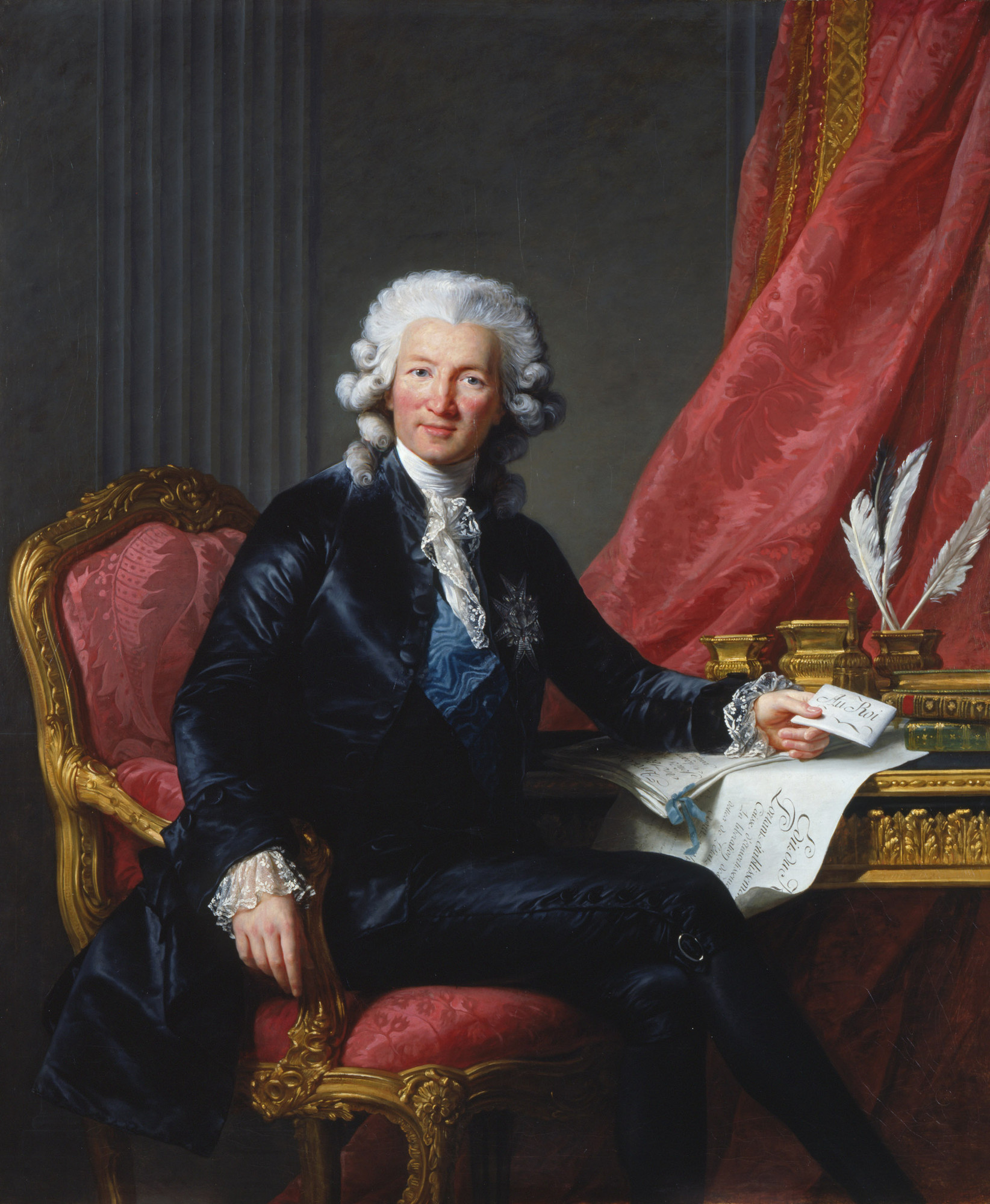
프랑스 왕국 말기의 법복귀족이었던 샤를 알렉상드르 드 칼론.

법복귀족(法服貴族, 프랑스어: Noblesse de robe)은 사법적 또는 행정적 권한을 유지함으로써 발생한 프랑스의 귀족들이다. 이러한 법복귀족들은 정통귀족, 즉 공후백자남의 작위를 가진 이들과는 출신이 달랐으며(물론 법복귀족 개개인이 작위를 가질 수는 있었다), 거의 모두 특정한 관직과 관계된 존재로 남았다. 그들의 관직은 세습이 가능했으며, 1789년에 이르면 거의 모든 법복귀족들이 상속을 통해 지위를 물려주고 물려받았다. 가장 영향력 있는 법복귀족들은 전국 13개소 고등법원이나 왕실 추밀원에 속해 있는 1,100 명의 귀족들이었다.
정통 귀족인 혈통귀족, 군복무를 통해 대두한 대검귀족들과 함께 법복귀족은 삼부회의 제2신분을 구성했다. 법복귀족은 관직을 독점하고 있었기 때문에 개혁조치에 주도적으로 반대하였다.

## 같이 보기
- 고등법원 (프랑스)